# Frevo
Frevo ist ein brasilianischer Musikstil aus Pernambuco und wird vor allem zum Karneval in Recife und Olinda gespielt. Das Wort „Frevo“ wird abgeleitet von „ferver“ (kochen), womit die Stimmung bei dieser schnellen Tanzmusik gut beschrieben wird.
Zusammenfassend kann man sagen, dass der Frevo wohl der "pernambucanischste" der pernambucanischen Musikstile ist. Man findet ihn kaum im übrigen Brasilien.
Frevo wurde 2012 von der UNESCO in die Repräsentative Liste des immateriellen Kulturerbes der Menschheit aufgenommen.

## Tanz
Getanzt wird dazu vor allem in der Hocke, angereichert mit akrobatischen Sprüngen und Verrenkungen, z. T. mit Figuren aus dem Capoeira, wobei viele Tänzer einen bunten Schirm schwenken, um besser das Gleichgewicht halten zu können.
Die bekannteste und gleichzeitig größte Frevogruppe, „Galo da Madrugada“ (Hahn der Morgendämmerung) aus Recife, weckt am Karnevalssamstag frühmorgens die Stadt und gibt damit den Startschuss für den bis zu 10 Tage dauernden Karneval.

## Geschichte
Der Frevo hat sich um 1900 aus dem Repertoire von Militärkapellen entwickelt, als diese begannen ihre Polkas schneller und synkopierter zu spielen. Bis heute gehören die Blechbläser zur Besetzung des Frevo.
Als Capoeira verboten wurde, weil die Kolonialherren dessen Kampfcharakter erkannten, setzte sich im Frevo der Regenschirm durch, den man leicht als Waffe einsetzen konnte.
Anfangs waren die Regenschirme groß, alt und schwarz. Erst später, als der Faktor des Kampfes nachließ, wurde der Schirm klein und bunt. Die wilden Sprünge und an Kampftechniken erinnernden Arm- und Beinbewegungen blieben erhalten und geben dem Frevo sein heutiges, anstrengend und akrobatisch wirkendes Erscheinungsbild.
Das "Jornal Pequeno", aus Recife, welches zu der damaligen Zeit die beste Berichterstattung des Karnevals brachte, prägte in der Ausgabe des 12. Februar 1907 zum ersten Mal das Wort "Frevo". Am 12. Februar 2007 wurde mit einem großen öffentlichen Konzert der 100. Geburtstag in Recife begangen.

## Varianten
Der Frevo lässt sich grob in drei Arten unterteilen:

### Frevo da Rua - Frevo der Straße
Dieser Frevo ist mit keiner anderen brasilianischen Musik oder auch irgendeines anderen Landes vergleichbar. Sowohl die Texte als auch der Tanzstil unterscheidet sich von den anderen Arten, hier werden auch traditionell fast ausschließlich Blechblasinstrumente eingesetzt. Beispiele sind "Vassourinhas" von Matias da Rocha, "Último dia" von Levino Ferreira, "Trinca do 21" von Mexicano, "Menino Bom" von Eucário Barbosa, "Corisco" von Lorival Oliveira oder "Porta-bandeira" von Guedes Peixoto.

### Frevo canção
Dieser Frevo ist melodischer und nicht so stakkatohaft wie die anderen Arten. Der Frevo canção "A Marcha n° 1" von Vassourinhas wurde zur Hymne des Karnevals in Recife. Weiter bekannte Frevos canção: "Borboleta não é ave" von Nelson Ferreira, "Na mulher não se bate nem com uma flor" von Capiba, "Hino de Pitombeira" von Alex Caldas, "Hino de Elefante" von Clídio Nigro, "Vestibular" von Gildo Moreno.

### Frevo de bloco
Bloco ist die Bezeichnung der Herkunft eines Karnevalsumzuges in Pernambuco. Diese kann geographischer Art oder auch einer Gruppe zugeordnet sein. Die Herkunft dieses Frevos wird den Gruppen Jugendlicher zugeschrieben, die mit den Karnevalsumzügen mitgingen und diese Art des Frevos spielten und dazu tanzten. Auffällig sind besonders die Instrumente, es werden hauptsächlich Saiteninstrumente wie Gitarre und Banjo usw. eingesetzt. Berühmte Frevos de bloco: "Valores do Passado" von Edgar Moraes, "Marcha da Folia" von Raul Moraes, "Relembrando o Passado" von João Santiago, "Saudade dos Irmãos Valença" und "Evocação n° 1" von Nelson Ferreira.
Einige der bekannten Karnevalsfrevos, z. B. "Bicho, maluco, beleza" stammen aus der Feder von Alceu Valença aus Olinda.